# دهستان کوهمره
دهستان کوهمره، یکی از دهستان‌های بخش کوهمره شهرستان کوه‌چنار در استان فارس ایران است. مرکز این دهستان، روستای ملای انبار است.

## جمعیت
بر پایه سرشماری عمومی نفوس و مسکن در سال ۱۳۹۵، جمعیت دهستان کوهمره برابر با ۸،۲۰۹ نفر بوده است.